# Rhadinaea hesperia
Rhadinaea hesperia là một loài rắn trong họ Rắn nước. Loài này được Bailey mô tả khoa học đầu tiên năm 1940.